# Frederick Hedges
Frederick Charles Hedges (4. oktober 1903 i Toronto – 10. december 1989 i Toronto) var en canadisk roer som deltok i de olympiske lege 1928 i Amsterdam.
Hedges vandt en bronzemedalje i roning under Sommer-OL 1928 i Amsterdam. Han var med på den canadiske båd som kom på en tredjeplads i otter med styrmand efter USA og Storbritannien.
De andre på den canadiske otter var Frank Fiddes, John Hand, Herbert Richardson, Jack Murdoch, Athol Meech, Edgar Norris, William Ross og John Donnelly.